# Australie au Concours Eurovision de la chanson 2017
L'Australie est l'un des quarante-deux pays participants du Concours Eurovision de la chanson 2017, qui se déroule à Kiev en Ukraine. Le pays est représenté par le chanteur Isaiah Firebrace et sa chanson Don't come easy, sélectionnés en interne par le diffuseur australien SBS. Lors de la finale, le pays se classe à la 9e place avec 173 points.

## Sélection

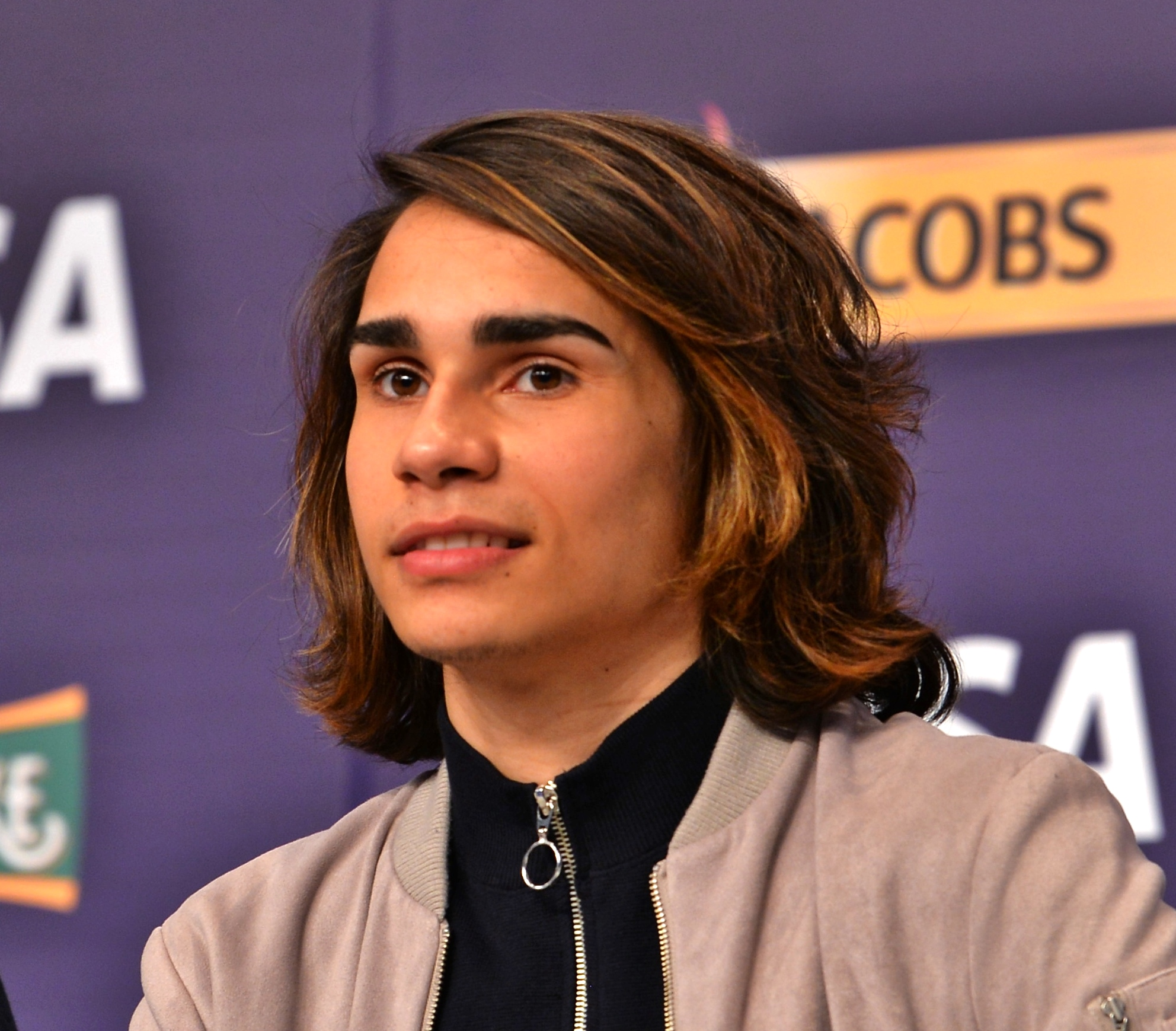
Le chanteur australien Isaiah Firebrace à Kyiv 2017

La participation du pays est confirmée lors de la publication de la liste officielle des participants à l'Eurovision 2017, le 31 octobre 2016. Le 7 mars 2017, SBS annonce qu'iIsaiah Firebrace est désigné pour représenter le pays avec sa chanson Don't Come Easy.

## À l'Eurovision
L'Australie participe à la première demi-finale, le 9 mai 2017. Arrivé 6e avec 160 points, le pays se qualifie pour la finale du 13 mai, où il termine 9e avec 173 points.